# Kachina

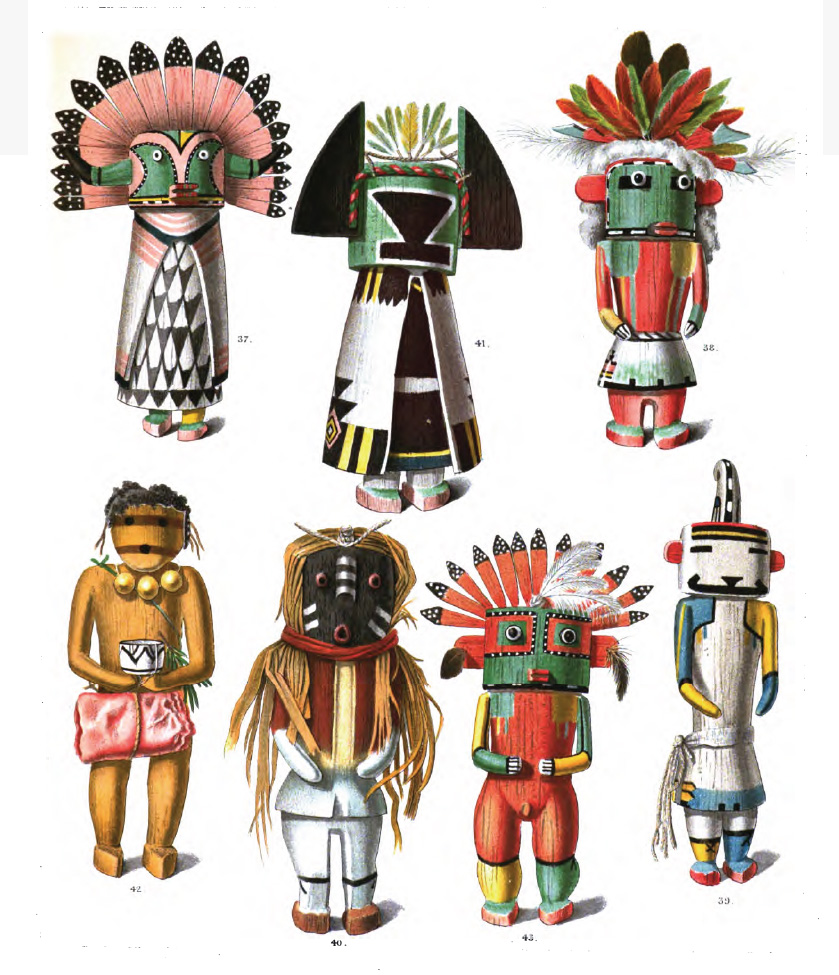
Păpuși kachina

O Kachina (alte variante katchina sau katcina; Hopi: katsina, la plural: katsinim) este o ființă spirituală din cosmologia și practicile religioase ale unor popoare de amerindieni din sud-vestul Statelor Unite, printre care se numără popoarele Hopi, Zuni, Tewa Village (din rezervația Hopi), Acoma Pueblo și Laguna Pueblo. 
Termenul se referă și la dansatorii kachina, membrii mascați ai tribului care se îmbracă pentru ceremonii religioase, și la păpușile kachina, păpuși din lemn reprezentând kachina care sunt oferite ca daruri pentru copii.
Tema centrală a cultului kachina este prezența vieții în toate obiectele care umplu universul. Totul are o esență sau o forță de viață, și oamenii trebuie să interacționeze cu acestea sau nu vor reuși să supraviețuiască.
În religia Hopi, ființele spirituale kachina trăiesc pe lângă San Francisco Peaks lângă Flagstaff, Arizona. Cele mai importante kachina Hopi sunt numite wuya.  

## Vezi și
- Stea Albastră Kachina